# Teofil Ociepka

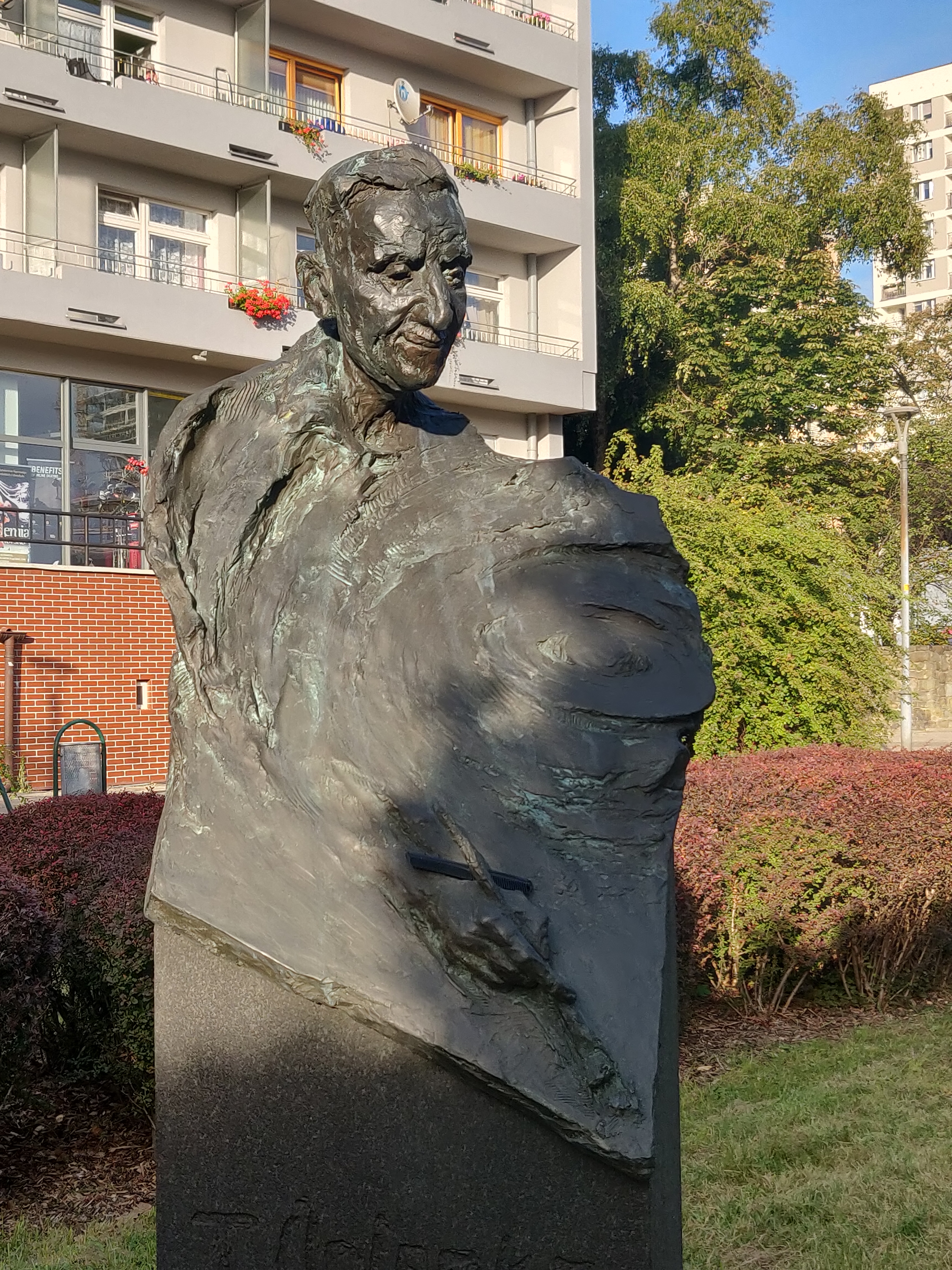
Rzeźba przedstawiająca Teofila Ociepkę w Galerii Artystów na pl. Grunwaldzkim w Katowicach

Teofil Ociepka (ur. 22 kwietnia 1891 w Janowie, zm. 15 stycznia 1978 w Bydgoszczy) – malarz samouk (prymitywista) i teozof. Jeden z przywódców Janowskiej Gminy Okultystycznej.
Obok Nikifora najbardziej znany polski reprezentant prymitywizmu, jego twórczość osiągnęła światowe uznanie.

## Życiorys
Z zawodu górnik, był pracownikiem powierzchniowym kopalni „Giesche” (obecnie „Wieczorek”), gdzie pracował jako maszynista w kopalnianej elektrowni. Z okultyzmem spotkał się jako żołnierz armii niemieckiej w czasie I wojny. Przywiózł z niej do Janowa pierwsze książki okultystyczne, w tym traktat Siedemdziesiąt dwa Imiona Boże Athanasiusa Kirchera. Za sprawą Szwajcara Filipa Hohmanna mieszkającego w Wittenberdze, z którym utrzymywał stały kontakt korespondencyjny został członkiem Loży Różokrzyżowców. Uzyskał status mistrza nauk tajemnych. Od Filipa Hohmanna otrzymywał korespondencyjne wskazówki co do swojego postępowania. Z jego polecenia utworzył w Janowie silną gminę okultystyczną. Kontaktował się ze lwowskim Towarzystwem Parapsychicznym im. Juliana Ochorowicza. Uważał, że pozostaje w łączności duchowej ze swoim mistrzem, i że to on drogą telepatyczną inspiruje jego malarstwo.
Malować zaczął około 1927 z polecenia i namowy Hohmanna. Po krytyce jego prac, która spotkała go ze strony Tadeusza Dobrowolskiego w 1930 zaprzestał prób malarskich. Do twórczości powrócił prawdopodobnie przed II wojną lub podczas jej trwania.
Po wojnie zyskał promotorkę w osobie pisarki Izabeli Czajki-Stachowicz, która w 1948 zorganizowała mu indywidualną wystawę w Warszawie, promując jako polskiego Celnika Rousseau. Pomogli jej w tym przyjaciele, m.in. Julian Tuwim czy Jan Kott. Warszawska wystawa zapoczątkowała wielką karierę artystyczną Ociepki.
Malarstwo swoje traktował jak boże posłannictwo, stąd starał się przedstawiać w nim tematykę absolutną, w tym walki Dobra ze Złem. Do ideologii różokrzyżowców nawiązuje symbolika obrazów związanych z Saturnem, jego wyimaginowaną florą i fauną. W początku lat 50 XX w., aby być choć trochę w zgodzie z panującą ideologią, interpretowano je jako krajobrazy ery paleozoicznej. W późniejszym okresie jego prace nawiązywały do baśni, legend, życia górników. Charakteryzują się bogactwem wyobraźni i jaskrawą, bogatą kolorystyką. Tematyka jego dzieł, zwłaszcza przed 1956, przysparzała mu kłopotów jako nieprzystająca do kanonu socrealizmu.
W 1946 współzałożył, przy udziale Ottona Klimczoka, zespół plastyczny. W 1947 został on przekształcony w koło plastyczne przy Domu Kultury KWK Wieczorek, na bazie którego w latach pięćdziesiątych dwudziestego wieku zaczęła działać grupa utalentowanych twórców malarzy-amatorów. Grupa zwana od miejsca jej powstania Grupą Janowską lub też, formalnie, Kołem Malarzy Nieprofesjonalnych. Należał do niej do 1959, kiedy to przeniósł się na stałe do żony, do Bydgoszczy. Pod jej wpływem zaprzestał kontaktów z członkami Grupy Janowskiej i oddalił się od okultyzmu.
Działalność Grupy Janowskiej została w sfabularyzowanej formie przedstawiona w filmie Angelus. 
W 1962 powstał film dokumentalny o artyście Spotkanie z Teofilem Ociepką w reżyserii Tadeusza Makarczyńskiego.
Z okazji jubileuszu 85-lecia urodzin został odznaczony Krzyżem Kawalerskim Orderu Odrodzenia Polski
Został pochowany w części komunalnej cmentarza przy ul. Lotników w Bydgoszczy (sektor X, rząd A, grób 18).
Od 1996 w Bydgoszczy realizowany jest Ogólnopolski konkurs malarski im. Teofila Ociepki przez Galerię Sztuki Ludowej i Nieprofesjonalnej wraz z  Muzeum Okręgowym im. Leona Wyczółkowskiego w Bydgoszczy
W 2016 w 125 rocznicę urodzin artysty w Muzeum Okręgowym im. Leona Wyczółkowskiego w Bydgoszczy została zorganizowana największa wystawa prac malarskich i rysunku Teofila Ociepki ze zbiorów prywatnych i muzealnych. 
W 2022 w ramach festiwalu World Urban Art przy Kujawsko-Pomorskim Centrum Kultury na placu Kościeleckich w Bydgoszczy został namalowany przez Arkadiusza Andrejkowa mural poświęcony artyście.

## Wybrane prace
- Autoportret
- Bitwa
- Górnik
- Hydra
- Lew z Saturna
- Niedźwiedź z Saturna
- Smok trójgłowy